# Kawanishi H6K
Chiếc Kawanishi H6K là một kiểu thủy phi cơ tuần tra được Hải quân Đế quốc Nhật Bản sử dụng trong Thế Chiến II trong các nhiệm vụ tuần tra duyên hải. Tên chính thức của Hải quân Nhật là "Thủy phi cơ lớn Kiểu 97" (九七式大型飛行艇), trong khi phe Đồng Minh đặt cho nó tên mã là "Mavis".

## Thiết kế và phát triển
Chiếc máy bay được thiết kế theo một yêu cầu của Hải quân Nhật vào năm 1933, và tổng hợp những kiến thức lượm lặt được do một nhóm kỹ sư của Kawanishi đã đến thăm xưởng của Short Brothers tại Anh Quốc, lúc đó là một trong những nhà sản xuất thủy phi cơ hàng đầu của thế giới. Chiếc Kiểu S, như Kawanishi hay gọi nó, là một máy bay cánh đơn bốn động cơ, cánh đuôi kép, và thân được treo bên dưới cánh dạng ô bằng một mạng lưới các thanh chống. Ba chiếc nguyên mẫu được chế tạo, mỗi chiếc có những tinh chỉnh dần dần nhằm cải thiện khả năng điều khiển cả ở dưới nước lẫn trên không, và cuối cùng được trang bị động cơ mạnh hơn. Chiếc thứ nhất bay chuyến bay đầu tiên vào ngày 14 tháng 7 năm 1936, và ban đầu được đặt tên là Thủy phi cơ Hải quân Kiểu 97, sau đó có tên H6K. Có tổng cộng 217 chiếc được chế tạo.

## Lịch sử hoạt động
Chiếc H6K được đưa vào hoạt động từ tháng 1 năm 1938, trước tiên là trong Chiến tranh Trung-Nhật, và được sử dụng rộng rãi khi chiến tranh diễn ra trên diện rộng tại Thái Bình Dương. Nó có thời gian bay trên không xuất sắc, có khả năng tuần tra đến 24 giờ, và còn được sử dụng trong các vụ tấn công tầm xa tận Rabaul và Đông Ấn thuộc Hà Lan.
Chiếc máy bay nhanh chóng trở nên mong manh khi các thế hệ máy bay tiêm kích mới xuất hiện, nhưng nó tiếp tục được sử dụng cho đến hết chiến tranh tại các khu vực mà nguy cơ bị đánh chặn thấp. Trong hoạt động tại tuyến đầu, nó được thay thế bởi chiếc Kawanishi H8K.

## Các phiên bản
H6K1
Phiên bản nguyên mẫu đánh giá, trang bị động cơ Hikari 2. Có bốn chiếc được chế tạo.
H6K1 (Thủy phi cơ Hải quân Loại 97 Kiểu 1)
Phiên bản nguyên mẫu trang bị động cơ Mitsubishi Kinsei 43 công suất 1000 mã lực. Có ba chiếc được chế tạo.
H6K2 Kiểu 11
Phiên bản sản xuất đầu tiên. Bao gồm hai chiếc H6K2-L phiên bản vận chuyển sĩ quan. Có 10 chiếc được chế tạo.
H6K2-L (Thủy phi cơ Vận tải Hải quân Loại 97)
Phiên bản vận chuyển không vũ trang H6K2 trang bị động cơ Mitsubishi Kinsei 43. Có 16 chiếc được chế tạo.
H6K3 Kiểu 21
Phiên bản vận chuyển H6K2 được cải biến dành cho yếu nhân và sĩ quan cao cấp. Có hai chiếc được chế tạo.
H6K4 Kiểu 22
Phiên bản sản xuất chủ yếu, cải biến từ H6K2 được nâng cấp vũ khí, một số được trang bị động cơ Mitsubishi Kinsei 46 công suất 930 mã lực. Trữ lượng nhiên liệu tăng từ 1.708 gallon lên 2.950 gallon. Bao gồm hai chiếc H6K4-L phiên bản vận chuyển. Có 10 chiếc được chế tạo.
H6K4-L
Phiên bản vận chuyển H6K4, tương tự như chiếc H6K2-L, nhưng trang bị động cơ Mitsubishi Kinsei 46. Bao gồm hai chiếc H6K4 được cải biến. Có 20 chiếc được chế tạo.
H6K5 Model 23
Trang bị động cơ Mitsubishi Kinsei 51/53 công suất 1300 mã lực và tháp súng bên trên kiểu mới thay cho vị trí mở. Có 36 chiếc được chế tạo.

## Các nước sử dụng
Indonesia
- Lực lượng An ninh Nhân dân Indonesia sử dụng những máy bay cũ của Hải quân Nhật

 Nhật Bản
- Hải quân Đế quốc Nhật Bản

## Đặc điểm kỹ thuật (H6K4)
Tham khảo:

### Đặc tính chung
- Đội bay: 09 người
- Chiều dài: 25,63 m (84 ft 3 in)
- Sải cánh: 40,00 m (131 ft 2 in)
- Chiều cao: 6,27 m (20 ft 6 in)
- Diện tích bề mặt cánh: 170 m² (1.830 ft²)
- Lực nâng của cánh: 100 kg/m² (20 lb/ft²)
- Trọng lượng không tải: 11.707 kg (25.755 lb)
- Trọng lượng có tải: 17.000 kg (37.400 lb)
- Trọng lượng cất cánh tối đa: 21.500 kg (47.300 lb)
- Động cơ: 4 x động cơ Mitsubishi Kinsei-43/46 14 xy lanh bố trí hình tròn làm mát bằng không khí, công suất 1.000 mã lực (746 kW) mỗi động cơ

### Đặc tính bay
- Tốc độ lớn nhất: 331 km/h (211 mph)
- Tốc độ bay đường trường: 222 km/h (138 mph)
- Tầm bay tối đa: 6.580 km (4.112 mi)
- Trần bay: 9.610 m (31.520 ft)
- Tốc độ lên cao: 6,2 m/s (1.213 ft/min)
- Tỉ lệ công suất/khối lượng: 0,17 kW/kg (0,11 hp/lb)

### Vũ khí
- 4 x súng máy Kiểu 97 7,7 mm (0,303 inch) trước mũi, trên lưng và hai bên hông
- 1 x pháo Kiểu 99 20 mm trên tháp súng đuôi
- 2 x ngư lôi 800 kg (1.764 lb) hoặc
- 1.000 kg (2.205 lb) bom

## Nội dung liên quan

### Máy bay tương tự
- Dornier Do 24
- PBY Catalina

### Trình tự thiết kế
H3K - H4H - H5Y - H6K - H7Y - H8K - H9A

### Danh sách liên quan
- Danh sách máy bay quân sự giữa hai cuộc chiến tranh thế giới
- Danh sách máy bay trong Chiến tranh Thế giới II
- Danh sách thủy phi cơ và tàu bay
- Danh sách máy bay chiến đấu
- Danh sách máy bay quân sự Nhật Bản